# 시노오카촌
시노오카촌(篠岡村)은 아이치현 히가시카스가이군에 설치되었던 촌이다. 현재의 고마키시 동부에 해당한다.